# てんびん座デルタ星
てんびん座δ星 (Delta Librae) とは、てんびん座に属する三重連星で、アルゴル型食変光星である。

## 性質
てんびん座δ星は、地球から約390光年離れた位置にあり、スペクトル型A0Vの主系列星A、スペクトル型K1IVの準巨星B、太陽に似た恒星Cの3つの天体から成り立っている。このうちAとBは2.3272日周期のアルゴル型・半分離型食変光星を形成しており、実視等級が4.91から5.90の範囲で変化する。恒星CはABのペアから4au程度離れた軌道を公転しているため変光には関わらない。
1909年にはフランク・シュレシンジャーによって、太陽以外の恒星では初めて自転が確認された。シュレジンジャーはスペクトル中の吸収線の視線速度変化の様子から自転を確認した。

## 表
| 天体 | 型   | 絶対等級  | 質量 (Msol) | 半径 (Rsol) | 温度 (K)  |
| ---- | ---- | --------- | ----------- | ----------- | --------- |
| A    | A0V  | 0.07±0.20 | 4.7±0.3     | 4.15±0.08   | 9,800±200 |
| B    | K1IV | 3.04±0.15 | 1.8±0.3     | 4.24±0.08   | 5,120±100 |
| C    | -    | 3.08±0.20 | 1.1±0.2     | 1.1±0.1     | 6,000±300 |

| 軌道 | 公転周期    | 軌道半径 (ミリ秒角) | 離心率      | 傾斜角 (°) |
| ---- | ----------- | ------------------- | ----------- | ---------- |
| A-B  | 2.327361日  | -                   | 0.020±0.005 | ~90        |
| AB-C | 2.91±0.35年 | 4.8±0.2             | 0.28        | 113±10     |

## 名称
伝統的な名前として、アッカドの星宿の一つで「炎の男」を意味する「Mulu-izi」、ソグドの「Fasariva」、ホラズムの「Sara-fasariva」などがある。